# Ивановское (Серпуховский район)
Ивановское — деревня в Серпуховском районе Московской области. Входит в состав Васильевского сельского поселения (до 29 ноября 2006 года входила в состав Нефёдовского сельского округа).

## Население
| 2002 | 2006 | 2010 |
| ---- | ---- | ---- |
| 337  | ↘297 | ↘266 |

## География
Ивановское расположено примерно в 5 км (по шоссе), на север от Серпухова (фактически северная окраина города), на безымянном ручье, притоке реки Речма, левом притоке реки Оки, высота центра деревни над уровнем моря — 163 м.

## Современное состояние
На 2016 год в деревне зарегистрировано 4 улицы, проезд и 14 садовых товариществ. Ивановское связано автобусным сообщением с райцентром и соседними населёнными
пунктами (маршрутное такси № 9).